# Stefan Sanderling
Pour les articles homonymes, voir Sanderling.
Stefan Sanderling est un chef d'orchestre allemand, né à Berlin en 1964.

## Biographie
Issu d'une famille de musiciens, il est le fils de Kurt Sanderling, lui-même chef d'orchestre de grand talent et d'une contrebassiste , Barbara Sanderling. Son demi-frère Thomas Sanderling est également chef d'orchestre.
Dans sa jeunesse, Sanderling a joué du piano et de la clarinette. Il a commencé sa formation universitaire à Halle, en Allemagne. Au Los Angeles Philharmonic Institute, Sanderling a étudié avec les chefs Leonard Slatkin, Yuri Temirkanov, Edo de Waart et John Nelson. Il a ensuite fréquenté l'Université de Californie du Sud et a étudié avec Daniel Lewis. Il a été aussi l'élève de Kurt Masur au conservatoire de Leipzig.
De 1996 à 2004, il a été le chef d'orchestre principal de l'Orchestre de Bretagne. C'est là qu'il a rencontré sa future femme, Isabelle Besançon, violoncelliste dans cet ensemble.
Stefan Sanderling est aujourd'hui le directeur musical de l'Orchestre de Floride et de celui de Chautauqua.
Chef d'orchestre curieux, il s'est notamment intéressé à des compositeurs quelque peu oubliés comme Étienne Méhul, Louise Farrenc ou encore Max Bruch.